# Psylliodes ruficolor
Psylliodes ruficolor es una especie de insecto coleóptero de la familia Chrysomelidae.
Fue descrita científicamente en 1992 por Doguet.